# Depart
Depart ist ein alpenländisches Jazztrio, das aktuell (2017) aus dem österreichischen Saxofonisten Harry Sokal, dem Schweizer Kontrabassisten Heiri Känzig und dem Schlagzeuger Martin Valihora besteht. Stilistisch kann es dem Modern Creative zugeordnet werden.

## Geschichte
Im Jahr 1985 gegründet, trat das Trio bis zum Jahr 1994 auf zahlreichen Bühnen der europäischen Jazzszene erfolgreich auf. Danach trennten sich die drei Musiker, um eigene Projekte zu verfolgen. Harry Sokal tourte als Leadsaxophonist des legendären Vienna Art Orchestra (dem er bereits seit dessen Gründungsjahr 1977 angehörte). Jojo Mayer, ursprünglich als Ersatzmann für das Gründungsmitglied Fredy Studer zu Depart gekommen, verlegte das Zentrum seiner Aktivitäten nach New York und konzentrierte sich ab 1998 auf die Arbeit mit seiner Band Nerve, und Heiri Känzig war als gefragter Gastmusiker, Co-Leader und Leader in den verschiedensten Formationen aktiv.
2006 fand sich die Band wieder zusammen und nahm zusammen das Album Reloaded auf, welches mehrfach in der Fachpresse Beachtung fand. 2008 folgte ein weiteres Album. Mayer wurde 2013 durch den slowakischen Drummer Martin Valihora ersetzt.

## Stilistik
Während Depart zwischen 1985 und 1996 Andreas Felber zufolge einen Ruf als „Rock-Jazz-Kraftwerk“ hatte, nahmen seit der Reaktivierung die Musiker „zunehmend Anleihen bei Volksmusiken aus aller Welt“. Im 2014 erschienenen Album Refire findet sich sogar eine Adaption vom Erzherzog-Johann-Jodler. Die Musik des Trios ist dem Kritiker Robert Fischer zufolge ein „unverschämt fröhlich und aufregend virtuos mit Versatzstücken unterschiedlichster Genres jonglierender Beleg für die These …, dass es so etwas wie Originalität vielleicht überhaupt nur gibt auf dem Fundament einer breiten Tradition.“

## Diskografie
- Depart (Plainisphare 1987)
- Letters from Nowhere (moers music, 1990)
- Reloaded (ACT 2006)
- Mountain Messenger (ACT 2008)
- Refire (Intakt 2014)